# Nature Reviews Endocrinology
Nature Reviews Endocrinology (до 2009 года носил название Nature Clinical Practice Endocrinology & Metabolism) — научный журнал, издаваемый Nature Publishing Group с 2005 года.
В 2014 году журнал обладал импакт-фактором 13,281.

## О журнале
Журнал публикует обзорные статьи, посвящённые исследования в области эндокринологии. Основные направления исследований, представленные в журнале, включают в себя:
- Надпочечники
- Аутоиммунные заболевания (в том числе инфекционные)
- Кости и минеральный обмен
- Рак
- Сердечно-сосудистая эндокринология (в том числе эндокринная гипертония)
- Диабет (в том числе метаболический синдром, гипергликемия, гиперлипидемия)
- Диагностика и обследование
- Эпидемиология
- Желудочно-кишечные гормоны (исключая панкреатические гормоны)
- Генетика
- Рост и развитие (в том числе гормоны роста и инсулиноподобные факторы роста)
- Недоедание
- Метаболизм
- Многормональные системные расстройства
- Нейроэндокринология (в том числе в гипоталамусе)
- Ожирение
- Поджелудочные гормоны (кроме инсулина)
- Околощитовидная железа
- Детская эндокринология
- Гипофиз (в том числе шишковидная железа)
- Репродуктивная эндокринология (в том числе гормоны плаценты)
- Хирургия (в том числе трансплантации и биопсии)
- Терапия (медикаментозное лечение, лучевая терапия, питание, альтернативные варианты)
- Щитовидная железа